# Октябрський (Іскітимський район)
Октябрський (рос. Октябрьский) — селище в Іскітимському районі Новосибірської області Російської Федерації.
Входить до складу муніципального утворення Степна сільрада. Населення становить 129 осіб (2010).

## Історія
Згідно із законом від 2 червня 2004 року органом місцевого самоврядування є Степна сільрада.

## Населення
| 2002 | 2007 | 2010 |
| ---- | ---- | ---- |
| 182  | ↗194 | ↘129 |